# Podu Iloaiei
Podu Iloaiei est une ville de Moldavie roumaine, dans le județ de Iași. La commune comprend quatre villages : Budăi, Cosițeni, Holmu et Scobâlțeni.
Podu Iloaiei a obtenu le statut de la ville le 12 octobre 2005.

## Histoire
Le 3 avril 2000, a été découvert un site archéologique, non loin du lieu-dit « Plan de la foire » (Șesul târgului), avec des traces d'habitation remontant à la culture de Cucuteni-Trypillia, mais datant aussi de l'antiquité dace et du Moyen Âge moldave.
La localité moderne était initialement un shtetl (littéralement « petite ville », diminutif du yiddish שטאָט - shtot, de l'allemand Stadt) fondé en 1818 par les Juifs moldaves après que le prince de Moldavie Scarlat Kallimachis eut promulgué une charte à cet effet. À la fin du XIXe siècle, ce bourg d'artisans et de marchands, devenu bifurcation ferroviaire, comptait 2736 habitants, juifs à 90%. Outre une yechiva, le bourg comptait depuis 1867 une école publique de 154 élèves, filles et garçons, une pharmacie, un dispensaire, neuf synagogues, une église, et un moulin à vapeur.

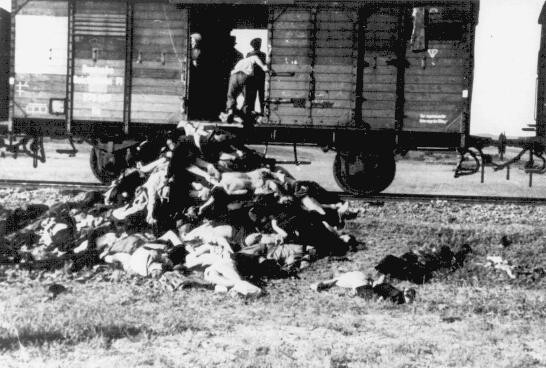
La tragédie du „train oublié” : les cadavres sont jetés hors du train.

Le 30 juin 1941, au début de la guerre de la Roumanie contre l'URSS, eut lieu à la gare de Podu Iloaiei la tragédie du „train oublié” : les Juifs de Iași, accusés en bloc de soutenir l'URSS, sont victimes d'un pogrom et les survivants sont déportés en plusieurs trains vers le port de Călărași sur le Danube pour en être expulsés vers la Bulgarie (dans l'Axe, mais pas en guerre contre les Alliés) et la Turquie (neutre). L'un des trains comprenait 18 wagons de marchandises (prévus pour „8 chevaux ou 40 hommes”) remplis de plus de 100 juifs chacun, hommes, femmes et enfants de tout âge, soit 1902 personnes en tout ; le dernier wagon contenait les corps de 80 juifs qui avaient été tués durant le pogrom de Iași. Privé de locomotive, ce train est « oublié » toute la journée sous un soleil de plomb sur une voie de garage de la gare de Podu Iloaiei et 1198 déportés meurent d'hyperthermie, déshydratés et asphyxiés : en fin de soirée un cheminot s'aperçoit de la situation et donne l'alerte,,.
Le lendemain, les victimes furent enterrées dans des fosses communes creusées à proximité (non sans avoir été pillées) et pour commémorer cette tragédie, une plaque rappelant ces événements a été installée dans la gare de Podu Iloaiei après la fin des dictatures.
La ville et la gare furent le théâtre de plusieurs offensives soviétiques en avril-août 1944 : la première offensive de Iași-Chișinău qui permit à l'Armée rouge de pénétrer en Moldavie et comprend la bataille de Podu Iloaiei le 12 avril, et la seconde offensive Iași-Chișinău le 20 août qui ouvrit le front roumain en concordance avec le passage de la Roumanie du côté des Alliés le 23 août. Largement détruite, la ville ne garde pratiquement aucun monument historique.
Elle a aujourd'hui une population mi-roumaine moldave, mi-tsigane, de religion chrétienne orthodoxe, car pendant le régime communiste de Roumanie, les juifs survivants sont presque tous partis en Israël.